# Mina Caputo
Keith Caputo född 4 december 1973, är en sångare i heavy metal-bandet Life of Agony från New York.
Han har samarbetat med det nederländska bandet Within Temptation i och med låten "What Have You Done".
Under delar av sitt liv har Caputo identifierat sig som kvinna. Då användes namnet Mina Caputo.